# Sassenbroekmolen
De Sassenbroekmolen is een watermolen op de Sassenbroekbeek in Sassenbroek, een gehucht van Broekom, in de Belgische gemeente Borgloon. De molen bevindt zich aan de Sassenbroekstraat.
In 1371 werd er voor het eerst melding gemaakt van een molen in Sassenbroek. In deze tijd was de heerlijkheid Sassenbroek een leen van de graven van Loon aan de familie van Sassenbroek. Van deze molen zijn er geen resten bewaard gebleven.
In de jaren 1770 wordt er op de Ferrariskaarten weer melding gemaakt van een molen te Sassenbroek. In de Atlas der Buurtwegen uit 1844 is het molencomplex in zijn huidige vorm reeds te herkennen.
De molengebouwen vormen een langgestrekt complex met aan de westzijde een u-vorm waardoor een klein erf wordt gecreëerd. Aan de oostzijde bevindt zich het molenhuis. Het betreft een klein gebouw van anderhalve bouwlaag met getoogde muuropeningen dat wordt bedekt door een zadeldak. De toegang tot het molenhuis wordt gevormd door een rondboogopening die wordt omlijst door kalksteenblokken. In de uitsparing boven de rondboog staat een Mariabeeldje. Het centraalgelegen molenaarshuis bestaat uit twee bouwlagen met eveneens getoogde vensters. De dienstgebouwen aan de westzijde vertonen nog resten van vakwerk uit de zeventiende eeuw.
De molen fungeerde als korenmolen tot 1967. De toenmalige eigenaar wou het complex omvormen tot woonhuis. Latere eigenaars hadden het plan om de maalinrichting van de molen ter herstellen, maar door een wijziging van stedenbouwkundige voorschriften was dit niet mogelijk. De molen is niet beschermd maar staat wel op de inventaris van bouwkundig erfgoed.
- Inventaris van het Bouwkundig Erfgoed (Vlaanderen): 31864